# بلاژوو
بلاژوو (به صربی: Blaževo) یک منطقهٔ مسکونی در صربستان است که در بروس واقع شده‌است. بلاژوو ۱۸۳ نفر جمعیت دارد.